# Диз, Лора
Лора Диз (англ. Laura Deas; род. 19 августа 1988, Рексем) — британская скелетонистка, бронзовый призёр Олимпийских игр 2018 года, серебряная призёрка чемпионата мира 2023 года.

## Спортивная карьера
В 2011 году Лора Диз заняла 4 место на юниорском чемпионате мира в американском Парк-Сити.
В своем дебютном сезоне в Кубке мира 2014/2015 Лора заняла 2 место в Калгари и 3 место в Санкт-Морице, став в итоге 5-й в общем зачете. В этом же году она впервые приняла участие в чемпионате мира в Винтерберге, где заняла 7 место. 
В 2018 году на Олимпийских играх в корейском Пхёнчхане Лора Диз стала бронзовой призёркой.

## Результаты

### Чемпионаты мира по бобслею и скелетону
| Чемпионаты мира | Личное первенство | Смешанные команды |
| --------------- | ----------------- | ----------------- |
| 2015 Винтерберг | 7                 | 8                 |
| 2016 Иглс       | 11                | 9                 |
| 2017 Кёнигсзе   | 10                | —                 |